# 储蓄银行
储蓄银行又稱儲蓄所，是一種金融机构，其主要目的是接受儲戶的储蓄存款并支付利息給儲戶。儲蓄銀行起源于18世纪的欧洲，旨在为所有阶层提供存款服務。这些早期的儲蓄银行通常會鼓励低收入人群來銀行储蓄。有些储蓄银行是由政府或有社会责任感的团体或组织（例如信用合作社）设立的。